# Endeiolepis
Endeiolepis es un género dudoso extinto de peces agnatos de la clase Anaspida que vivieron el Devónico, es el único género del orden Endeiolepidiformes y de la familia Endeiolepididae. Se caracterizaba por un esqueleto axial compuesto por arcualias cartilaginosas que formaba espinas, además que muestraba una aleta dorsal a lo largo del borde dorsal del lomo siendo al visto también en Jamoytius. Tenía escamas poco mineralizadas como otros anaspidomorfos además no poseer escudo cefálico, había cartílago alrededor de la boca y canastas branquiales cartilaginosas.
Se cree que era predominantemente de agua dulce y que probablemente este emparentado con las lampreas actuales. Estudios recientes sugieren que Endeiolepis probablemente sea un sinónimo menor del género Euphanerops debido que las aletas pareadas alargadas y con forma de cinta que presentaba Endeiolepis eran realmente bolsas branquiales, siendo la única característica que ayudaba a diferenciarlos.